# Matsudaira Tadanao

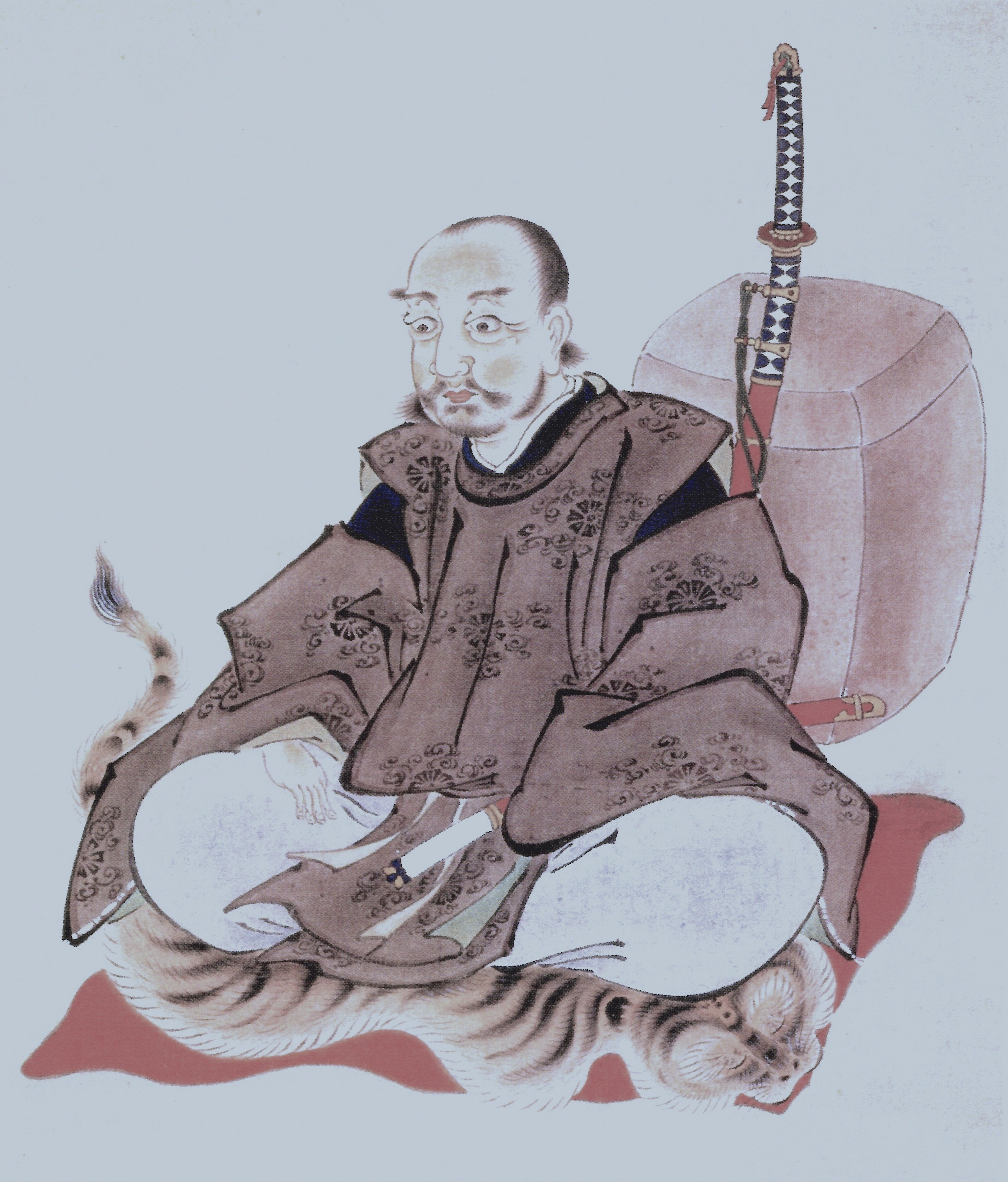
Matsudaira Tadanao

Matsudaira Tadanao (japanisch 松平 忠直; geboren 6. Juli 1595 in Osaka; gestorben 5. Oktober 1650 in der Provinz Bungo) war ein japanischer Daimyō  der frühen Edo-Zeit.

## Leben und Wirken
Matsudaira Tadanao war der älteste Sohn von Yūki Hideyasu (結城 秀康; 1574–1607), dem älteren Bruder des zweiten Shoguns Tokugawa Hidetada. Seine Mutter war die Tochter von Nakagawa Kazushige (中川 一茂). Im Jahr 1607 erbte er die Domäne seines Vaters Hideyasu, nämlich die Burg Fukui in der Provinz Echizen mit einem Einkommen von angeblich 670.000 Koku. Im Jahr 1611 heiratete er die dritte Tochter von Tokugawa Hidetada.
Während der Sommerbelagerung 1615 der Burg Ōsaka erzielte Tadanao große Erfolge, unter anderem, indem er Sanada Yukimura (1567–1615) besiegte. Infolgedessen wurde er im selben Jahr zum Sangi Jusanmi (参議従三位) befördert, aber sein Territorium wurde nicht vergrößert. So war er mit der unzureichenden Belohnungen unzufrieden und wurde danach dafür bekannt, dass er oft betrunken war und in seinem Territorium grausame Taten beging.
Darüber hinaus hielt Tadanao auf dem Weg zum Pflichtaufenthalt in Edo unterwegs an und kehrte ohne Erlaubnis in sein Land zurück. Diesen Ungehorsam setzte er mehrere Jahre fort. 1623 kam es zu Unruhen in der Domänenregierung von Hagiwara in der Provinz Bungo, worauf er dorthin flüchtete. Weiter kam es zu den Echizen-Unruhen. Daraufhin wurde Tadanao unter die Aufsicht des Shogunats gestellt.
Tadanao wurde in die Provinz Bungo versetzt, wo er sich mit einem kleinen Einkommen von 5.000 Koku abfinden musste. Er starb dort. Der Schriftsteller Kikuchi Kan (1888–1948) verfasste den Roman „Tadanao-kyō Gyōjōki“ (忠直卿 行状記) – „Ein Lebensbericht über Fürst Tadanao“, in dem über Tadanaos ungeordnetes Verhalten vor der Bestrafung zu lesen ist, aber der nicht unbedingt historische Tatsachen wiedergibt.